# Dalslands revir
Dalslands revir var ett skogsförvaltningsområde inom Västra överjägmästardistriktet och Värmlands och Älvsborgs län som omfattade kronoparken Forsbacka i Svanskogs socken, Värmlands län, samt av Älvsborgs län Vedbo, Tössbo, Valbo, Nordals och Sundals härader. Reviret, som var indelat i sex bevakningstrakter, omfattade 17 694 hektar allmänna skogar, varav nio kronoparker med en areal av 12 132 hektar (1920).